# زلین
زْلین (به چکی: Zlín)، از ۱۹۴۹ تا ۱۹۸۹ با نام گوتولادوف، یکی از شهرهای جمهوری چک است. این شهر مرکز استان زلین در جنوب شرقی منطقه تاریخی موراویا است. جمعیت این شهر بر پایه آمار سال ۲۰۰۶ برابر با ۷۹٬۵۳۸ نفر و مساحتش ۱۰۲٫۸۳ کیلومتر مربع است. نخستین یادکرد مکتوب از زلین مربوط به سال ۱۳۲۲ میلادی بوده‌است. زلین در سال ۱۳۹۷ به شهر تبدیل شد. توسعه و نوگرایی زلین تا حد زیادی به شرکت کفش‌سازی باتا (Bata) مرتبط بوده‌است. دانشگاه توماس باتا در این شهر قرار دارد. جشنواره فیلم کودکان و نوجوانان زلین هرساله در این شهر برگزار می‌شود.